# 储传亨
储传亨（1928年11月—2015年9月4日），男，江苏宜兴人，中华人民共和国政治人物，曾任城乡建设环境保护部副部长、党组成员，建设部总规划师、部务会议成员。